# Martin Tistedt
Martin Tistedt, född 18 juni 1979, är en svensk författare. Han debuterade 2004 med romanen Segerhuva på Vertigo förlag. Han har gett ut fyra romaner varav den senaste kom ut i maj 2014 och heter Vår, en berättelse som alluderar på såväl Ovidius som Stagnelius.
Mottagandet av Vår orsakade också en debatt i media, kallad Tistedtfejden, kring dagens svenska kritikerklimat.

## Priser och utmärkelser
- 2014 – Mare Kandre-priset